# コンニ・ジリアクス
コンニ・ジリアクス（Konni Zilliacus 1894年9月13日 - 1967年7月6日）は、イギリスの政治家。労働党に所属。左派。
ジリアクスは1894年に日本の神戸市でスウェーデン人のKonrad Viktor Zilliacusとアメリカ人のLilian McLaurin Grafeの間に生まれる。ハンプシャーにあるベダレス・スクールに通い、イェール大学を卒業する。
第二次世界大戦後、1945年から1950年、1955年から1967年まで5期にわたりイギリス下院議員を務めた。